# Pavel Prokudin
Pavel Nikolaevič Produkudin (in russo Павел Николаевич Прокудин?; 17 agosto 1966) è un politico moldavo transnistriano, ex primo ministro della Transnistria.
È stato presidente della Federazione di calcio della Transnistria.

## Biografia
Nato il 17 agosto 1966 nel villaggio di Smolenka, nella Novosibirskij rajon (Moškovskij rajon), nell'oblast' di Novosibirsk.
Sposato, moglie artista Svetlana Prokudina, due figli: figlia Anastasia, figlio Yegor.
Nel 1988 si è laureato all'Accademia navale di Odessa, dopodiché ha lavorato nella Compagnia di navigazione sovietica del Danubio fino al 1992.
Dal 1992 al 1994 - Capo del Dipartimento per le Relazioni Economiche Estere del fondo di beneficenza della città "Mercy" sotto il Comitato di Tiraspol dell'Unione della Gioventù Comunista Leninista della Transnistria.
Dal 1994 al 1996 - amministratore della società a responsabilità limitata "Mercy Youth Fund".
Dal 1997 al 2000 - direttore di una delle organizzazioni commerciali di Tiraspol.
Dal 2000 al 2006 - capo contabile di OOO «Akvarel'» (Tiraspol).
Dal 2006 al 2015 - Direttore Generale della CJSC Luchafer Souvenir Factory. Allo stesso tempo, dal 2010 al 2011, è stato Direttore Generale del Bendery River Port CJSC.
È stato Direttore dell'Impresa Unitaria di Stato "Complesso memoriale militare storico Fortezza di Tighina". Dal 2014 è presidente dell'Ente pubblico per la promozione del restauro e della conservazione della fortezza di Bendery.
Con decreto del Presidente della Transnistria del 23 dicembre 2015 n° 440, è stato nominato Primo ministro della Transnistria (Governo di Pavel Prokudin). Il 17 dicembre 2016, in occasione dell'elezione del nuovo presidente delle PMR, Vadim Krasnosel'skij, ha lasciato la carica di capo del governo.
Il 17 gennaio 2017 è diventato consigliere del Presidente della PMR. Il 6 giugno 2017 è stato eletto presidente dell'organizzazione pubblica repubblicana "Football Federation of Transnistria".

## Onorificenze
- Ordine del Santo Arcangelo Michele
- Medaglia dell'Intercessione della Santa Madre di Dio
- Medaglia "Per la distinzione nel lavoro"
- Ordine "Per merito" II grado (2016)
- Ordine dell'Amicizia (Ossezia del Sud, 19 settembre 2016)[5][6]